# Ulica Wileńska w Lublinie
Ulica Wileńska w Lublinie – ulica położona w lubelskiej dzielnicy LSM (dzielnica administracyjna Rury), między osiedlami Mickiewicza i Słowackiego, łącząca rondo im. Nauczycieli Tajnego Nauczania z ulicą Głęboką. Ulica zbudowana jest w systemie jednojezdniowym, ma dwa pasy ruchu w każdym kierunku. Przy ulicy znajduje się znany wśród Lublinian targ z charakterystycznymi pawilonami, wkomponowanymi w osiedle projektu Oskara Hansena.

## Komunikacja miejska
Ulicą kursują następujące linie MPK Lublin:

### Autobusowe
- 10, 909 (linia zjazdowa)

### Trolejbusowe
- 153
- 159